# Rodotópi
Rodotópi (Rodotopi) är en ort i Grekland.   Den ligger i prefekturen Nomós Ioannínon och regionen Epirus, i den nordvästra delen av landet, 300 km nordväst om huvudstaden Aten. Rodotópi ligger 503 meter över havet och antalet invånare är 1 140.
Terrängen runt Rodotópi är huvudsakligen kuperad, men åt nordost är den bergig. Terrängen runt Rodotópi sluttar västerut. Runt Rodotópi är det tätbefolkat, med 319 invånare per kvadratkilometer. Närmaste större samhälle är Ioánnina, 11,7 km öster om Rodotópi. Omgivningarna runt Rodotópi är en mosaik av jordbruksmark och naturlig växtlighet.